# هنري جاك جاريجس
هنري جاك جاريجس (بالإنجليزية: Henry Jacques Garrigues)‏ هو طبيب التوليد والنساء وجراح أمريكي، ولد في 1831، وتوفي في 1913.